# Clinochlore
Le clinochlore est un minéral du groupe des silicates, du sous-groupe des phyllosilicates et de la famille des  chlorites. C'est un aluminosilicate de magnésium et de fer, qui peut contenir d'autres éléments. Il présente l'aspect de cristaux pseudo-hexagonaux, bien qu'il soit parfois massif ou laminaire.
Comme celles des autres chlorites, sa composition minéralogique est complexe. Il peut avoir des substitutions du silicium par l'aluminium, à des niveaux variables et même très élevés. Il est le terme intermédiaire d'une série de solution solide ayant la ripidolite à une extrémité (riche en fer) et la penninite à l'autre (riche en magnésium). Le clinochlore est aussi le terme extrême d'une autre série de solution solide, dans laquelle l'autre extrémité est la chamosite, comme minéral riche en fer.
Le clinochlore a été décrit en 1851 par William Blake Phipps, d'après une occurrence à West Chester en Pennsylvanie. Son nom vient du grec clinos (incliné) pour ses cristaux monocliniques, et cloros (vert), pour ses nuances de couleur.
Une variété riche en chrome, la kämmerérite, est d'une couleur rouge d'une grande beauté.

## Classification
Selon la classification de Nickel-Strunz, le clinochlore appartient à "09.EC - Phyllosilicates avec des feuillets de mica, composés de réseaux tétraédriques et octaédriques", avec les minéraux suivants du groupe 09.EC.55 :
| Minéral            | Formule                                | Groupe ponctuel                 | Groupe d'espace |
| ------------------ | -------------------------------------- | ------------------------------- | --------------- |
| Baileychlore       | (Zn,Al)3[Fe2Al][Si3AlO10](OH)8         | 1 ou 1                          | C1 ou C1        |
| Borocookéite       | Li1+3xAl4-x(BSi3)O10(OH,F)8 (x ≤ 0,33) | 2/m                             | C2/m            |
| Chamosite          | (Fe,Mg,Fe)5Al(Si3Al)O10(OH,O)8         | 2/m                             | C2/m            |
| Clinochlore        | (Mg,Fe)5Al(Si3Al)O10(OH)8              | 2/m                             | C2/m            |
| Cookéite           | LiAl4(Si3Al)O10(OH)8                   | 1, 2 ou 2/m                     | C1, C2 ou Cc    |
| Donbassite         | Al2[Al2,33][Si3AlO10](OH)8             | 2/m                             | C2/m            |
| Franklinfurnacéite | Ca(Fe,Al)Mn4Zn2Si2O10(OH)8             | 2                               | C2              |
| Glagolévite        | NaMg6[Si3AlO10](OH,O)8·H2O             | 1                               | C1              |
| Gonyérite          | Mn3[Mn3Fe][(Si,Fe)4O10](OH,O)8         | orthorhombique pseudo-hexagonal | inconnu         |
| Nimite             | (Ni,Mg,Fe)5Al(Si3Al)O10(OH)8           | 2/m                             | C2/m            |
| Odinite            | (Fe,Mg,Al,Fe,Ti,Mn)2,5(Si,Al)2O5(OH)4  | m                               | Cm              |
| Orthochamosite     | (Fe,Mg,Fe)5Al(Si3Al)O10(OH,O)8         | orthorhombique pseudo-hexagonal | inconnu         |
| Pennantite         | Mn5Al(Si3Al)O10(OH)8                   | 2/m                             | C2/m            |
| Sudoïte            | Mg2(Al,Fe)3Si3AlO10(OH)8               | 2/m                             | C2/m            |

## Conditions de formation

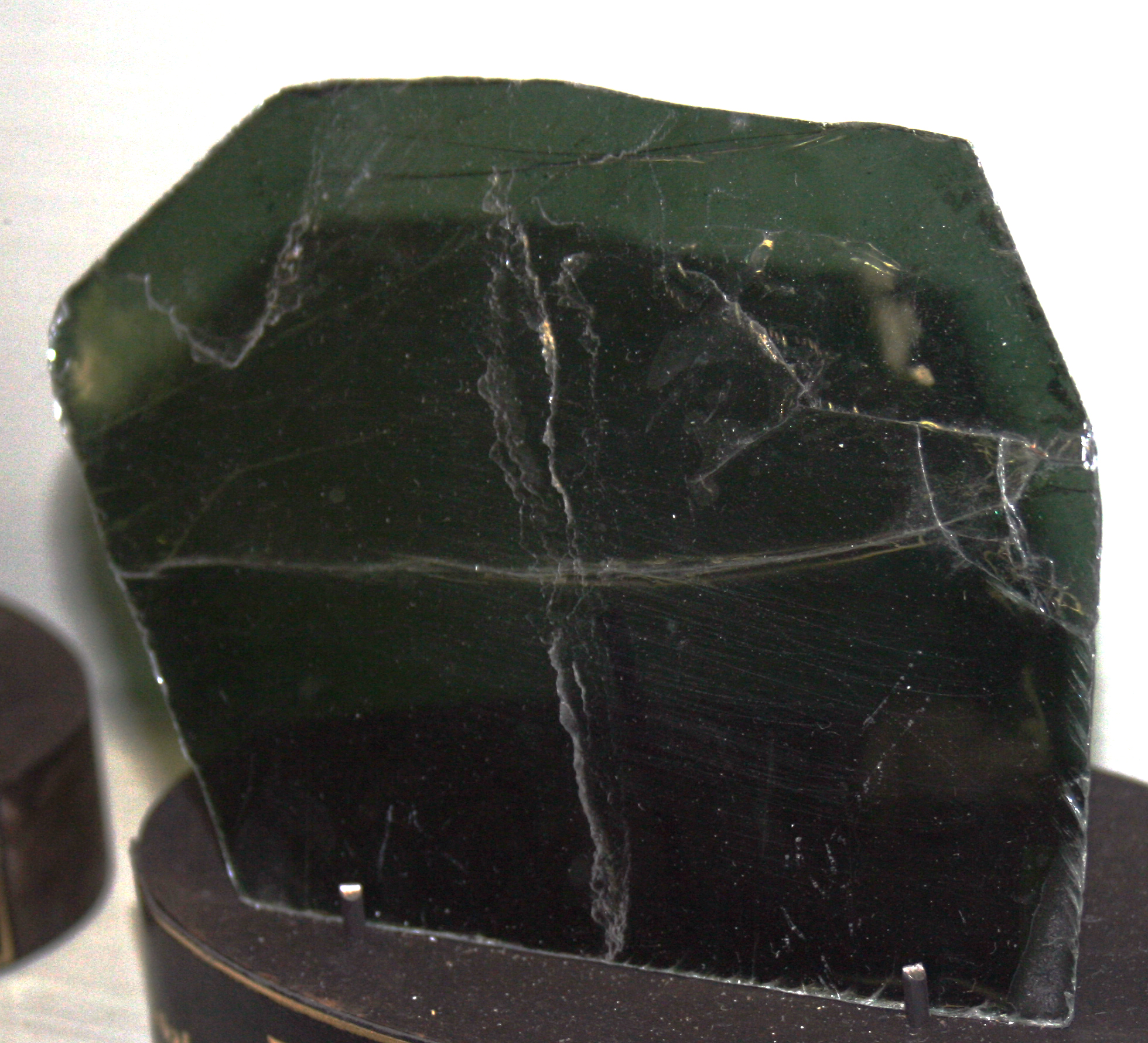
Echantillon de clinochlore de Madagascar (Musée national de Prague)

Très commun dans une grande variété de roches métamorphiques, il est le principal constituant des ardoises chloritiques comme les schistes de chlorite ou de talc. Il est abondant dans les roches métamorphiques, comme produit d'altération hydrothermale de minéraux silicatés de fer et de manganèse, comme sont les amphiboles, les pyroxènes et les biotites contenues dans les roches ignées, en particulier dans les roches ultrabasiques.
Les minéraux associés à ces types de roches sont : pyrite, quartz, dolomite, fluoroapatite, rutile, sidérite, albite, calcite, talc, chlorite, sphalérite, serpentine, actinolite, biotite, olivine, plagioclase, chromite et uvarovite.

## Localisation, extraction et usage
On trouve du clinochlore en grandes quantités en Pennsylvanie, en Arizona et en Californie (États-Unis), au Tyrol (Autriche), en Lombardie (Italie), etc. Dans la péninsule ibérique, il est très présent sur de nombreux sites, en particulier dans les gisements de talc de la serranía de Ronda (Málaga) et de la sierra de Guadarrama (Madrid).